# 주부 산악 국립공원

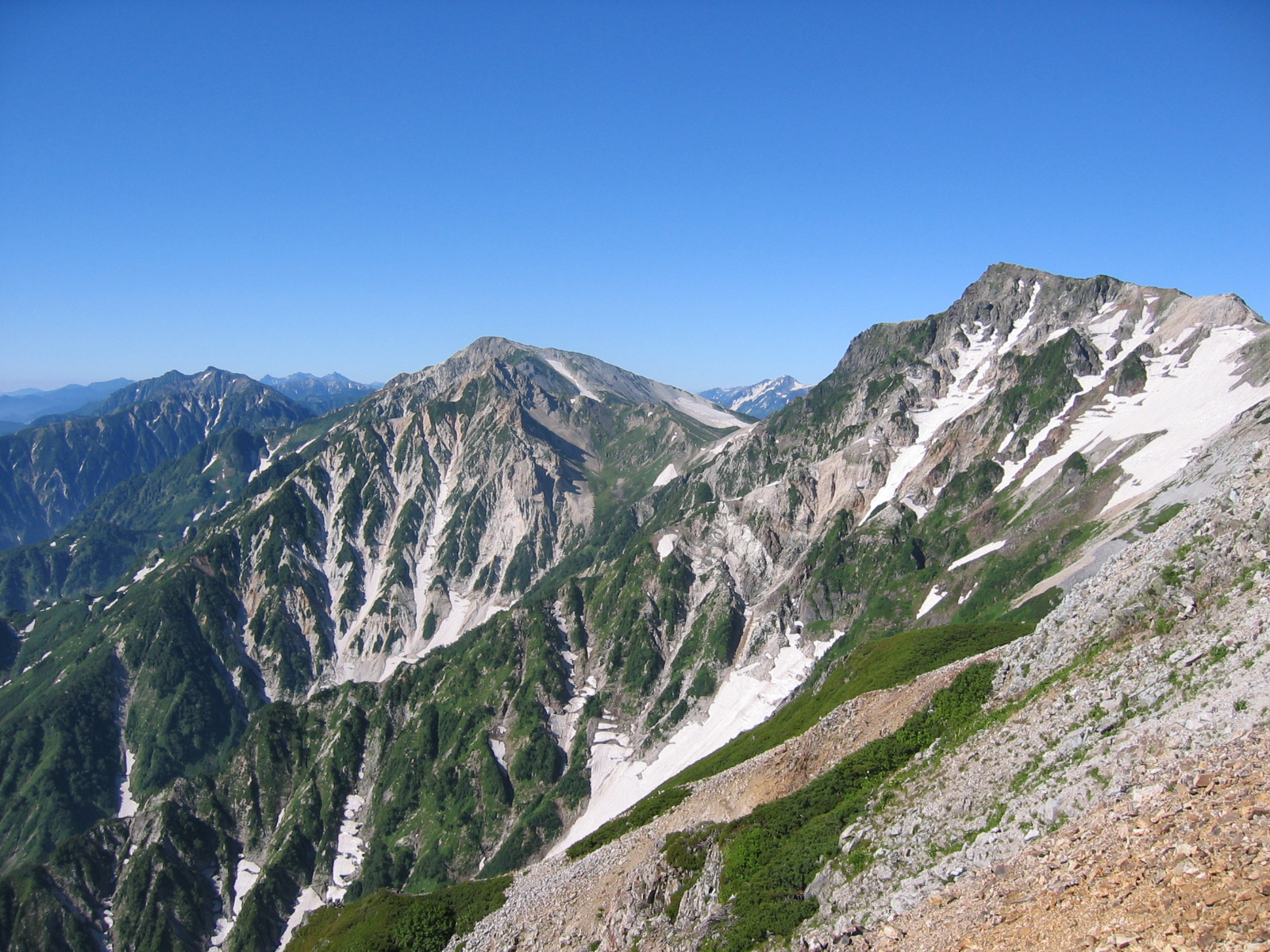
히다산맥 (북 알프스)

주부 산악 국립공원(中部山岳国立公園)은 일본 나가노현, 기후현, 도야마현, 니가타현에 걸쳐있는 히다산맥(북알프스)을 중심으로 하는 국립 공원이다. 총 면적은 1743.23 km2이다. 1934년 12월 4일에 다이세쓰 산 국립공원, 아칸 국립공원, 닛코 국립공원, 아소 국립공원(현 아소쿠주 국립공원)과 함께 지정되었다.
가미코치, 노리쿠라 고원 등의 고원과 호타카 산과 다테 산 등의 3000m급의 산들이 있다.

## 같이 보기
- 일본의 국립공원
- 다테야마 구로베 알펜 루트
- 일본 알프스
- 다테야마정
- 일본의 관광